# Lille Lyngby Sogn
Lille Lyngby Sogn er et sogn i Hillerød Provsti (Helsingør Stift).
I 1800-tallet var Ølsted Sogn anneks til Lille Lyngby Sogn. Begge sogne hørte til Strø Herred i Frederiksborg Amt. Trods annekteringen dannede hvert sogn sin egen sognekommune. Ved kommunalreformen i 1970 blev Lille Lyngby indlemmet i Skævinge Kommune, der ved strukturreformen i 2007 indgik i Hillerød Kommune. Ølsted blev indlemmet i Frederiksværk Kommune, der ved strukturreformen indgik i Halsnæs Kommune.
I Lille Lyngby Sogn ligger Lille Lyngby Kirke.
I sognet findes følgende autoriserede stednavne:
- Boland (bebyggelse)
- Brandtofte (bebyggelse)
- Bredtofte (bebyggelse)
- Broland (bebyggelse)
- Favrbirk (bebyggelse)
- Haseje (bebyggelse)
- Holteholm (bebyggelse)
- Julejunge (bebyggelse)
- Jungen (bebyggelse)
- Jungholm (bebyggelse)
- Junghøj (bebyggelse)
- Kappelskov (bebyggelse)
- Kildemose (bebyggelse)
- Kildetofte (bebyggelse)
- Kovad (bebyggelse)
- Leret (bebyggelse)
- Lille Lyngby (bebyggelse, ejerlav)
- Lundholm (bebyggelse)
- Meløse (bebyggelse, ejerlav)
- Mølleris (bebyggelse)
- Skovlund (bebyggelse)
- Store Lyngby (bebyggelse, ejerlav)
- Store Lyngby Jung (bebyggelse)
- Store Lyngbyskov (bebyggelse)
- Tåstrup (bebyggelse)
- Udsbjerg (bebyggelse)